# Robert G. Lewis
Robert Grier Lewis (* 5. Dezember 1916 in Philadelphia, Pennsylvania; † 6. Januar 2011 in Ormond-by-the-Sea, Florida) war ein amerikanischer Fotograf, Herausgeber und Autor im Bereich der Eisenbahn.

## Leben
Nach dem Abschluss seiner Schulausbildung in der High School von Germantown (Pennsylvania) begann er am 8. August 1934 eine Tätigkeit bei der Pennsylvania Railroad (PRR). 1936 verwirklichte die Pennsylvania Railroad seine Idee und organisierte erstmals einen Sonderzug speziell für Eisenbahnfreunde.
Vom 15. April 1940 bis zum 15. Januar 1941 arbeitete er bei der Bessemer and Lake Erie Railroad. 1941 bis 1942 war er in der Güterverkehrsabteilung der PRR in Cleveland und Akron beschäftigt. Nach seinem Militärdienst bei der US Navy ab von 1942 bis 1946 war er wieder bei der Pennsylvania Railroad beschäftigt.
1947 wechselte Lewis als stellvertretender Redakteur zur Eisenbahnzeitschrift Railway Age in Chicago. Später wurde er Redakteur für den Bereich Transport. 1950 wechselte er in die Verlagsspitze von Simmons-Boardman und wurde erst Leiter des Bereiches Absatz und 1956 Herausgeber von Railway Age. In dieser Position war er bis 1995 tätig. Zwischenzeitlich war er auch Präsident und Vorstandsvorsitzender des Verlages Simmons-Boardman.
In seiner Tätigkeit bei Simmons-Boardman verantwortete er 1961 die Gründung der Zeitschrift International Railway Journal.
Nachdem er aus dem Verlag ausgeschieden war, arbeitete an verschiedenen Buchprojekten mit und war Berater der Eisenbahnindustrie.
Lewis begann bereits im Alter von 13 Jahren mit dem Fotografieren von Eisenbahnen. Im Laufe seines Lebens entstand eine große Sammlung von Aufnahmen. Vor allem seine Aufnahmen aus den 1930er und 1940er Jahren wurden mehrfach veröffentlicht. In Philadelphia gehörte er zu den Gründungsmitgliedern der örtlichen Sektion der National Railroad Historical Society 1936.

## Veröffentlichungen
- The handbook of American railroads. Simmons-Boardman 1951.
- The handbook of American railroads. Simmons-Boardman 1956.
- Railway age’s comprehensive railroad dictionary. Simmons-Boardman 1984.
- Off the beaten track. A railroader’s life in pictures. Simmons-Boardman 2004.
- Keystone state traction. Pennsylvania’s historic trolley systems. Central Electric Railfans Association 2008.